# Ronald Larocque
Pour les articles homonymes, voir Larocque.
Ronald Larocque est un conteur québécois né en 1953. Originaire de Valleyfield au Québec, il est un membre de la première heure des Dimanches du conte. Il a écrit trois recueils de contes et participé à plusieurs événements.

## Biographie
Né en 1953 et originaire de Valleyfield, Ronald Larocque a étudié à l’École nationale de théâtre du Canada. Il se définit comme « Globe-conteur », mot qu'il a inventé pour faire part de l'amitié, du partage, ainsi que de son intérêt pour le voyage. Il beaucoup voyagé pour transporter ses contes aux quatre coins de la planète: « Il a participé à plusieurs festivals de contes et promené ses histoires de Natashquan à la baie Sainte-Marie en Nouvelle-Écosse, et même en France comme invité d’honneur à Fontaine–Le Comte près de Poitiers où il a été réinvité pour une série de sept spectacles. Il a aussi conté en français et en anglais, en Inde à Mumbai, Goa et Delhi. Il a présenté son précédent spectacle " L’homme qui lisait dans les mamelons et autres contes de l’émotion " plus d’une quarantaine de fois, dont huit fois en rafale à Valleyfield au Cabaret d’Albert. » 
Il est conteur aux Dimanches du conte du Sergent Recruteur de Montréal depuis les tous débuts de cet événement artistique. Il a notamment participé à la création du livre-disque collectif Les Dimanches du conte publié chez Planète rebelle. Il a fait paraitre trois recueils de poésie : Zestes aux éditions Le trottoir branlant, Sept mémoires (2000) et L'homme qui lisait dans les mamelons et autres contes de l'émotion (2006) aux Éditions Planète rebelle.
Il a créé plusieurs spectacles pour tous les âges. Parmi ceux-ci, on compte : « Terminus Grosse-Île 1847 », « L'homme qui lisait dans les mamelons et autres contes de l'émotion », « Contes de l'amour intense, tendre et jouissif », « La sorcière du rapide », « Agaguk, le chasseur de phoques » ainsi que « Ti-Jean les longues oreilles et le dragon à sept têtes ».
Au Québec, il a participé à de nombreux festivals comme dont « Le rendez-vous des grandes gueules », « Les jours sont contés en Estrie », « Le Festival interculturel du conte du Québec » ainsi que le festival « De bouche à oreille ».
Larocque s'implique beaucoup auprès des jeunes. En plus d'être enseignant en études littéraires au Cégep de Saint-Hyacinthe, il conte pour les enfants de trois à douze ans avec Arbraconte au Théâtre de l'Esquisse,,. Il donne aussi des ateliers dans les écoles dans le cadre du programme « La culture à l'école » du Ministère de l'Éducation.
Il vit maintenant à Otterburn Park, tout près du Mont Saint-Hilaire.

## Œuvres

### Contes
- Zestes, Valleyfield, Le trottoir branlant, 1976, 74 p.
- Sept mémoires, Montréal, Planète rebelle, 2000, 90 p.  (ISBN 9782922528053)
- L'homme qui lisait dans les mamelons et autres contes de l'émotion, Montréal, Planète rebelle, coll. « Paroles », 2006, 92 p.  (ISBN 9782922528596)

### Ouvrage collectif
- Les dimanches du conte, Montréal, Planète rebelle, 2003, 159 p.  (ISBN 9782922528374)